# Ernst Misselwitz
Ernst Misselwitz, né le 31 août 1909, est un SS-Hauptscharführer de la police allemande et membre de la Gestapo (police secrète d'État) pendant l'occupation de la France par le Troisième Reich. Il fut chef de la sous section IV E du RSHA (Reichssicherheithauptamt, Office Central de la Sécurité du Reich) de la Gestapo de Paris. 

## Gestapo
Ernst Misselwitz est arrivé en juillet 1942 rue des Saussaies dans le Sicherheitsdienst (SD), le service de renseignement et de maintien de l'ordre de la SS. En janvier 1943, il entre au BdS (Befehlshaber der Sipo-SD) situé au 84 avenue Foch. Le BdS comprend la gestapo pour laquelle il est responsable de la section IV E, lutte contre les communistes français et la résistance française. Karl Bömelburg est son supérieur et dirige la section IV. Misselwitz eut liberté d'action et d'autonomie pour poursuivre toute personne considérée comme antinazie. Il devint un agent de confiance du SD et dirigea de nombreuses opérations contre la résistance française. Misselwitz dirigeait la salle d'interrogatoire et de torture au siège de la Gestapo à Paris. Avant de travailler à Paris, Misselwitz travailla au siège de la Gestapo à Lyon. 
Le 3-4 juillet 1943 Jean Moulin est conduit au siège de la Gestapo à Paris où Misselwitz l'interrogera en compagnie de Klaus Barbie. Officiellement, Jean Moulin meurt de ses blessures le 8 juillet 1943. 
Gilberte Brossolette, la veuve du héros de la Résistance Pierre Brossolette, a témoigné des crimes de guerre de Misselwitz. En février 1944, Pierre Brossolette (sous le nom de Boutet)  est arrêté à Audierne (29) en zone interdite alors qu'il n'est pas détenteur de papiers l'autorisant à y circuler. Il est ensuite transféré à Rennes, via Quimper, pour vérification d'identité. Le 16 mars, Misselwitz se déplace en personne pour l'identifier, l'ayant croisé à Lyon au cours d'une mission. Il fait transférer Brossolette le 19 mars au quartier général de la Gestapo avenue Foch où il sera interrogé et torturé par Robert Krekeler et lui-même. Le 21 mars, Forest Yeo-Thomas, agent secret britannique du Special Operations Executive (SOE) est capturé par la Gestapo à la station de métro Passy alors qu'il tentait d'organiser l'évasion de Brossolette à Rennes. Misselwitz se charge de son interrogatoire. Brossolette ayant peur de parler et de trahir sa cause sous la torture saute d'une fenêtre du sixième étage et se tue le 22 mars.
En mai 1944, la sœur de Jean Moulin se rend à la gestapo de Paris pour redemander les cendres de son frère. Misselwitz la congédie.

## Agent français
Avec la Libération de Paris le 25 août 1944, Misselwitz déménage de Paris en Allemagne. En octobre 1945, Misselwitz, 36 ans, se présente aux services de sécurité français dans le nord-ouest de Berlin. Au début de 1946 Misselwitz est arrêté et emprisonné pendant une courte période et offre d'espionner ses co-détenus. En 1952, Misselwitz a été condamné par contumace par un tribunal de Paris a à cinq ans de prison. Il n'a jamais été retrouvé ni arrêté. Le 26 août 1983, Le Monde informe, sur des sources de Serge et Beate Klarsfeld, que Misselwitz est devenu un agent secret des services secrets français,,. Cependant, Roger Wybot, ancien directeur de la D.S.T. dément cette information,.